# Geoffrey Bull
Geoffrey Taylor Bull (24 juin 1921 à Londres – 11 avril 1999 Largs en Écosse) est un missionnaire chrétien, auteur et poète écossais surtout connu pour avoir été emprisonné trois ans au Tibet lors de l'intervention militaire chinoise en 1950.

## Biographie
Bull est né dans une famille conservatrice marquée par des croyances évangéliques. À 15 ans, il est baptisé et reçoit la communion d'un groupe de chrétiens se réunissant en "New Testament simplicity". Ce groupe était membres des Frères de Plymouth. Son ambition initiale était de faire carrière dans la banque, mais en 1941 il a été absorbé par un travail de missionnaire en Asie centrale.
Il est possible que Bull ait été inspiré par le ministère de George W. Hunter, décédé en 1946 après de longues années de labeurs isolés de missionnaire en Chine.
Après la Seconde Guerre mondiale, les anciens de son assemblée de Frères l'ont félicité pour le travail à temps plein en Asie centrale. En mars 1947, Bull et George N. Patterson sont allés en Chine, voyageant en profondeur dans l'intérieur jusqu'à la zone frontière commune avec le Tibet. Là, pendant trois ans, ils ont étudié le mandarin et le tibétain. Bull fut le témoin des derniers jours de l'indépendance du Tibet et a été emprisonné sous l'accusation d’espionnage.
Il a été emprisonné lors de l'intervention militaire chinoise au Tibet au même moment que Robert W. Ford avec qui il avait été mis en relation épistolaire par l'intermédiaire du gouverneur de Markham Gartok, Dergé Sé, qu'il rencontra à Gartok
Au début, il a été maintenu en isolement cellulaire, mais plus tard a subi un programme de rééducation et de réforme de la pensée-ses ravisseurs ont essayé de lui faire subir un lavage de cerveau, mais il a affirmé que sa "foi dans le Christ l'a empêché de sombrer dans la dépression nerveuse". Sa captivité a duré trois ans et deux mois avant qu'il ne soit remis aux autorités britanniques à Hong Kong.
À son retour, il se maria, et par la suite servi à Bornéo dans la fin des années 1950 et au début des années 1960. Bull a également eu un ministère biblique d'enseignement dans les assemblées de Frères et au-delà. Il est mort après l'eucharistie dans son assemblée locale à Brisbane Frères Hall, Largs, et fut enterré en Écosse. Sa veuve, Nan, est décédé en mai 2009.

## Publications
Bull wrote a number of books. The first three form an autobiographical trilogy on his prison experiences in Chine.
- Geoffrey Taylor Bull, When Iron Gates Yield, Londres, Hodder & Stoughton, 1955 (OCLC 252091057)
- Geoffrey T. Bull, God Holds the Key, Londres, Hodder & Stoughton, 1959 (OCLC 2899216)
- Geoffrey T. Bull, The Sky is Red, Londres, Hodder & Stoughton, 1965 (OCLC 9059607)
- Geoffrey T. Bull, A new Pilgrim's progress : John Bunyan's classic imagined in a contemporary setting, Londres, Hodder & Stoughton, 1969 (ISBN 978-0-340-10651-8, OCLC 59141367)
- Geoffrey T. Bull, Coral in The Sand, Londres, Hodder & Stoughton, 1962 (OCLC 2112367)
- Geoffrey T. Bull, Love-song in harvest : an interpretation of the Book of Ruth, Londres, Pickering and Inglis, 1972 (ISBN 978-0-7208-0219-1, OCLC 641311)
- "The Anguish in the Long Grass"
- "The City & The Sign" (on the Prophet Jonah)
- "'Tibetan Tales" issued in the USA as "Forbidden Land, A Saga of Tibet"
- "Treasure in My Sack"
- "The Rock and the Sand" this was his last work and was published by Chapter Two, London.

### Livres pour enfants
Bull a aussi écrit une série de livres illustrés pour enfants :
- Geoffrey T. Bull, I wish I lived when Daniel did, Londres, Pickering and Inglis, 1977 (ISBN 978-0-7208-2249-6, OCLC 16360438)
- Geoffrey T. Bull, I Wish I Lived When Esther Did, Londres, Pickering and Inglis, 1977
- Geoffrey T. Bull, I Wish I Lived When Gideon Did, Londres, Pickering and Inglis, 1977 (ISBN 0-87508-889-9)